# Pana Merchant
Pour les articles homonymes, voir Merchant.
Pana Pappas Merchant (née le 2 avril 1943) est une femme politique canadienne de la Saskatchewan. Elle siège au Sénat du Canada à titre de sénatrice du Parti libéral du Canada et ensuite du Caucus libéral du Sénat (en) de 2002 à 2017.

## Biographie
Né en Grèce, Merchant est nommée au Sénat par le premier ministre Jean Chrétien en 2002. Après l'annonce du chef libéral Justin Trudeau de dissoudre le caucus du Parti libéral au Sénat le 29 janvier 2014, l'ensemble des sénateurs de ce caucus siège alors comme Indépendant. Plus tard, ces sénateurs se regroupent sous la dénomination de Caucus libéral du Sénat. Merchant démissionne en 2017, soit un an avant l'expiration de son mandat.

## Famille
Son mari Anthony Merchant a siégé à titre de député libéral de Regina Wascana à l'Assemblée législative de la Saskatchewan de 1975 à 1978 et plusieurs fois candidat libéral sur la scène fédérale. Sa belle-mère Sally Merchant siège à l'Assemblée législative de la Saskatchewan à titre de députée libérale de Saskatoon City de 1964 à 1967. Le grand-père de son mari, Vincent Reynolds Smith, siège également comme député libéral de Yorkton de 1934 à 1938. Sa nièce, Amanda Lang, est journaliste de l'actualité économique canadienne.